# Falls Creek (Pennsylvania)
Falls Creek is een plaats (borough) in de Amerikaanse staat Pennsylvania.

## Demografie
Bij de volkstelling in 2000 werd het aantal inwoners vastgesteld op 983.

## Geografie
Volgens het United States Census Bureau beslaat de plaats een oppervlakte van
2,5 km², geheel bestaande uit land.

## Plaatsen in de nabije omgeving
De onderstaande figuur toont nabijgelegen plaatsen in een straal van 12 km rond Falls Creek.